# Aérodrome de Pouilly - Maconge
L’aérodrome de Pouilly - Maconge (code OACI : LFEP) est un aérodrome civil, ouvert à la circulation aérienne publique (CAP), situé sur les communes de Maconge et de Meilly-sur-Rouvres à 5 km au sud de Pouilly-en-Auxois dans la Côte-d'Or (région Bourgogne-Franche-Comté, France).
Il est utilisé pour la pratique d’activités de loisirs et de tourisme (aviation légère).

## Histoire
En 1939, l'État fait l'acquisition des terrains en vue de créer un aérodrome militaire.
Le projet n'aboutit pas. En 1961, le terrain est déclassé de la liste des terrains d'aviation.
Il devient de nouveau un aérodrome classé en 1967, pour accueillir un aéroclub.

## Installations
L’aérodrome dispose d’une piste en herbe orientée sud-nord (03/21), longue de 850 m et large de 50.
L’aérodrome n’est pas contrôlé. Les communications s’effectuent en auto-information sur la fréquence de 123,500 MHz.
S’y ajoutent :
- une aire de stationnement ;
- des hangars[3].

Afin de valoriser le terrain de l’aérodrome, sur lequel se trouvent déjà des circuits automobiles et de karting, la communauté de communes, de Pouilly-en-Auxois et Bligny-sur-Ouche, propriétaire du terrain, a le projet d'implanter 40 000 panneaux photovoltaïques implantés sur une surface de 20 ha afin de fournir de l’électricité à 4 000 foyers.

## Activités
- Aéroclub Les Ailes de Pouilly - Maconge
- ULM club de Pouilly : vols d'initiation, formation pilotes